# Ruellia macvaughii
Ruellia macvaughii är en akantusväxtart som beskrevs av T.F. Daniel. Ruellia macvaughii ingår i släktet Ruellia och familjen akantusväxter. Inga underarter finns listade i Catalogue of Life.